# Ива (Пензенская область)
 Ива  — село Нижнеломовского района Пензенской области. Входит в состав Голицынского сельсовета.

## География
Находится в северо-западной части Пензенской области на расстоянии приблизительно 23 км на северо-восток по прямой от районного центра города Нижний Ломов.

## История
Основано в 1711 году наровчатскими однодворцами. Названо по местной речке. В 1719 году — село Богоявленское Нижнеломовского уезда солдат и конных казаков, не менее 23 дворов. В 1843 году построен новый храм во имя Богоявления Господня, отсюда церковное название села. В 1877 году — 206 дворов. В 1911 году упоминается как село Ива, Богоявленское тож, 385 дворов, церковь, земская школа, народная библиотека, мельница с нефтяным двигателем, ветряная мельница, шерсточесалка, валяльное заведение, 2 овчинных заведения, 2 кузницы, 5 кирпичных сараев, 7 лавок, стекольный и винокуренный заводы. Между 1930 и 1939 годами в черте села оказалась соседняя бывшая деревня Дмитриевка. В 1955 году — центральная усадьба колхоза имени Хрущева. В 1996 году в селе функционировали дом культуры, неполная средняя школа, товарищество «Ивинское», вновь построенная церковь. В 2004 году — 211 хозяйств.

## Население
Численность населения: 987 человек (оценка 1795 года), 1316 (1864 год), 1486 (1877), 2455 (1911), 2092 (1926), 2036 (1930), 1552 (1939), 1265 (1959), 707 (1979), 517 (1989), 523 (1996). Население составляло 433 человека (русские 98 %) в 2002 году, 338 в 2010.